# 旅途过客 (歌曲)
《流浪的異鄉人》是一首美国民谣以及福音歌曲，它有多个名称，包含我是个流浪的異鄉人（I Am a Poor Wayfaring Stranger）以及流浪的朝圣者（Wayfaring Pilgrim），在Roud民谣索引中的编号为3339。該歌曲很可能起源于19世纪初，歌词讲的是一位走在人生旅途上的悲苦之人。与大多数民歌一样，这首歌有很多不同版本的歌词，也曾有很多歌手先后演唱过它，歌手在演唱時此曲经常與歌手人生中的艰难阶段以及重要经历联系在一起。